# Amblyiulus kosswigii
Amblyiulus kosswigii är en mångfotingart som beskrevs av Karl Wilhelm Verhoeff 1943. Amblyiulus kosswigii ingår i släktet Amblyiulus och familjen kejsardubbelfotingar. Inga underarter finns listade i Catalogue of Life.